# Cirujeda
Cirujeda (o Cirugeda) es una localidad española perteneciente al municipio de Aliaga, en las Cuencas Mineras, en la provincia de Teruel, Aragón.

## Datos básicos
Es un pueblo sin apenas habitantes, esta cifra va disminuyendo de año en año, corriendo el riesgo de convertirse en un futuro pueblo deshabitado. Se encuentra a unos 1150 metros de altitud. Actualmente es una pedanía de Aliaga, aunque hasta 1981 fue un municipio independiente.

## Descripción
Es un pueblo peculiar y escondido con mucho atractivo turístico: ríos, bosques, gargantas, altas montañas, serpenteados senderos, numerosa flora y fauna, saltos de ríos...etc. Este paraje podría ser considerado una reserva natural, ya que la intervención del hombre con fábricas y explotaciones es mínima, apenas puede observarse. Entre su abundante flora encontramos gran cantidad de árboles como sabinas, pinos, enebros, encinas, acebos, chopos..., también existe una variedad de frutales como almendros, manzanos, perales, membrilleros, nogales, etc. 

### Arquitectura religiosa
Aparte de la iglesia parroquial del pueblo, dedicada a Nuestra Señora de la Asunción, la ermita de San Macario es posible que sea el monumento más destacable del lugar.

## Historia
El nombre del pueblo, "Cirujeda", proviene del ciruelo, un árbol muy común por la zona. Según las memorias de la gente de mayor edad este no es el único origen del nombre del pueblo.

## Entorno natural
Como ocurre con la mayoría de las pedanías de Aliaga, está salpicado de masías, como por ejemplo, la masada del Río, en la A-2403. 
Al SE del lugar, la zona del Portillo de las Erias, los bosque que rodea el pequeño puerto fue devastado por un incendio.

## Geografía humana

### Demografía
| Gráfica de evolución demográfica de Cirugeda entre 1842 y 1970 |
| |
| Población de derecho según los censos de población del INE Población de hecho según los censos de población del INEEn estos censos se denominaba Cirujeda: 1842 y 1857 Entre el censo de 1981 y el anterior, este municipio desaparece porque se integra en el municipio 44017 (Aliaga) |